# Бошко Дедејић Поп
Бошко Дедејић Поп (Штитарица, код Мојковца, 18. јануар 1907 — околина Идрије, 29. новембар 1944) био је учесник Народноослободилачке борбе и народни херој Југославије.

## Биографија
Рођен је 18. јануара 1907. године у селу Штитарица, код Мојковца. Потиче из сиромашне сељачке породице. После завршене основне школе у родном крају, остао је да живи и ради на селу. Као и његова браћа, веома млад се определио за револуционарни раднички покрет и укључио се у акције, иако није био члан Комунистичке партије Југославије, врло активно је учествовао у демонстрацијама и другим акцијама које је партијска организација у мојковачком крају организовала и водила.
Јула 1941. године активно је учествовао у организовању и првим акцијама током Тринаестојулског устанка. Још у првим устаничким данима, запажен је као изузетно храбар борац. Налазио се међу 3.500 добровољаца из Црногорског НОП одреда за операције у Санџаку, који су 1. децембра 1941. године извршили напад на Пљевља. На дан формирања Прве пролетерске ударне бригаде, 21. децембра 1941. године, постао је борац Ловћенског батаљона. Зједно са бригадом, учествовао је у многим борбама у источној Босни, почетком 1942. године: на Медвеђи, код Рогатице, Гласинца, Подроманије, Видрића, Средњег, Округлице и планине Звијезде.
Бошко је био храбар борац и истакнути пропагатор Народноослободилачког покрета. Његов однос према народу, политичка активност, а нарочито то што је носио дугу црну браду и понегде представљан као православни свештеник, донели су му надимак „Поп“, по коме је остао познат. Истакао се у многим борбама, као и током Игманског марша, јануара 1942. године. Када је, 26. фебруара 1942. године, његов батаљон кренуо у напад на италијанско-усташко упориште Улог, на Неретви, он се у импровизираној жичаној корпи први пребацио преко набујале реке.
Када се, маја 1942. године, вратио у родни крај, пошао је да обиђе оца и укућане. Уместо куће, нашао је згариште, а поред њега искасапљеног оца и убијеног брата. Неколико месеци касније, августа 1942, приликом напада на Купрес погинуо му је и други брат, који је био политички комесар чете у Четвртој пролетерској црногорској бригади.
Истакао се и у борбама, током похода пролетерских бригада у Босанску крајину, јуна 1942. године: на Цкари, Вечериновцу и Добром Долу, борбама за Кључ, Ливно и Босанско Грахово. Као митраљезац, учествовао је у многим јуришима и често, ватром свог митраљеза, пратио бомбаше у јуришу. Омогућио је извлачење бораца Треће чете Ловћенског батаљона са Сувог Врха код Шујице. Са Савом Бурићем, народним херојем, у борби за Ливно уништио је бункер и заробио његову усташко-домобранску посаду, чиме је омогућен продор Првог батаљона у град и спајање са Другим батаљоном који је у њему већ водио борбу.
Новембра 1942. године, по одлуци Врховног штаба НОВ и ПОЈ, упућен је, са другим борцима, у Словенију, где је био командант батаљона, с којим је имао запажене успехе. Септембра 1943. године дошао је у Јајце, у Официрску школу Врховног штаба НОВ и ПОЈ. После завршене школе врато се у Словенију, где је најпре постављен за заменика команданта, а потом и за команданта Осамнаесте словеначке бригаде.
У једном од јуриша бригаде, у јесен 1944. године, тешко је рањен. Потом је пребачен у болници на планини Војшчици, близу Идрије, где је подлегао ранама.
За народног хероја проглашен је 10. јула 1953. године.